# Юсеф Белаїлі
Юсеф Белаїлі (араб. يوسف بلايلي, нар. 14 березня 1992, Оран) — алжирський футболіст, нападник французького клубу «Аяччо» і національної збірної Алжиру.
У складі збірної — володар Кубка африканських націй 2019 року.

## Клубна кар'єра
Народився 14 березня 1992 року в місті Оран. Вихованець юнацьких команд місцевих футбольних клубів РЧГ (Оран) і «Оран».
У дорослому футболі дебютував 2009 року виступами за команду клубу «Бордж-Бу-Арреридж», в якій провів один сезон, взявши участь у 3 матчах чемпіонату. 
Протягом 2010—2012 років захищав кольори команди клубу «Оран».
Своєю грою за останню команду привернув увагу представників тренерського штабу клубу «Есперанс», до складу якого приєднався 2012 року. Відіграв за команду зі столиці Тунісу наступні два сезони своєї ігрової кар'єри.
Згодом з 2014 по 2015 рік грав у складі команди «УСМ Алжир». Згодом протягом 2017–2018 років був гравцем французького «Анже».
До складу туніського «Есперанс» повернувся 2018 року. У складі цієї команди спочатку став чемпіоном Тунісу в сезоні 2017/18, а згодом — володарем Ліги чемпіонів КАФ 2018.

## Виступи за збірні
Протягом 2010–2011 років залучався до складу молодіжної збірної Алжиру. На молодіжному рівні зіграв у 14 офіційних матчах.
2015 року дебютував в офіційних матчах у складі національної збірної Алжиру.
2019 року поїхав на тогорічний Кубок африканських націй, на якому був одним з основних нападників команди і відзначився одним голом на груповому етапі, а його команда завоювала другий в її історії титул чемпіона Африки.
| Дата       | Місто | Господарі   | Результат               | Гості   | Турнір                                      | Голи | Примітки |
| ---------- | ----- | ----------- | ----------------------- | ------- | ------------------------------------------- | ---- | -------- |
| 26-3-2015  | Доха  | Катар       | 1 – 0                   | Алжир   | товариський матч                            | -    | 61'      |
| 30-3-2015  | Доха  | Оман        | 1 – 4                   | Алжир   | товариський матч                            | -    | 82'      |
| 16-11-2018 | Ломе  | Того        | 1 – 4                   | Алжир   | Відбір до Кубка африканських націй 2019     | -    | 55' 82'  |
| 27-12-2018 | Доха  | Катар       | 1 – 0                   | Алжир   | товариський матч                            | -    | 70'      |
| 22-3-2019  | Бліда | Алжир       | 1 – 1                   | Гамбія  | Відбір до Кубка африканських націй 2019     | -    |          |
| 16-6-2019  | Доха  | Алжир       | 3 – 2                   | Малі    | товариський матч                            | 1    |          |
| 23-6-2019  | Каїр  | Алжир       | 2 – 0                   | Кенія   | Кубок африканських націй 2019 - 1-й етап    | -    | 74'      |
| 27-6-2019  | Каїр  | Сенегал     | 0 – 1                   | Алжир   | Кубок африканських націй 2019 - 1-й етап    | -    | 86'      |
| 7-7-2019   | Каїр  | Алжир       | 3 – 0                   | Гвінея  | Кубок африканських націй 2019 - 1/8 фіналу  | 1    | 77'      |
| 11-7-2019  | Суец  | Кот-д'Івуар | 1 – 1 д.ч. (3 - 4 п.п.) | Алжир   | Кубок африканських націй 2019 - чвертьфінал | -    |          |
| 14-7-2019  | Каїр  | Алжир       | 2 – 1                   | Нігерія | Кубок африканських націй 2019 - півфінал    | -    |          |
| 19-7-2019  | Каїр  | Сенегал     | 0 – 1                   | Алжир   | Кубок африканських націй 2019 - Фінал       | -    | 54' 84'  |
| Усього     |       | Матчів      | 12                      |         | Голів                                       | 2    |          |

## Титули
- Володар Кубка африканських націй (1):

 Алжир: 2019
- Переможець Кубка арабських націй: 2021
- Чемпіон Тунісу (3):

«Есперанс»: 2011–12, 2013–14, 2017–18
- Переможець Ліги чемпіонів КАФ (3):

«Есперанс»: 2018